# Riñones al jerez

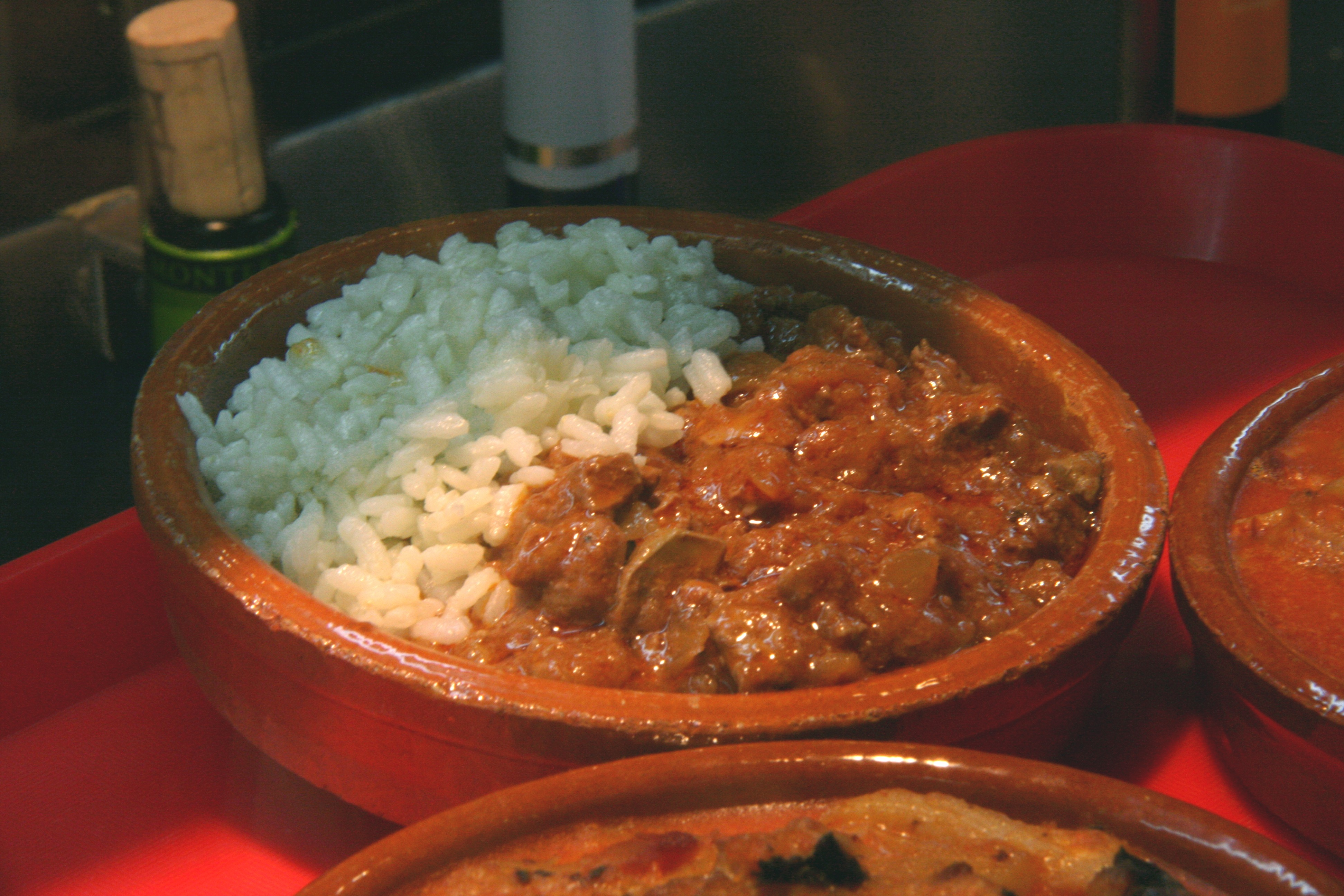
Arroz con riñones al jerez en una cazuela de barro en Lhardy.

Los riñones al jerez es un plato español elaborado con riñones de ternera. Se denominan «al jerez» por ser preparados en este vino jerezano en la última etapa antes de ser servidos. Los platos de riñones al jerez eran muy populares en los cafés madrileños de comienzos de siglo XX.

## Características
En la preparación del plato se despoja a los riñones (siendo habituales los de ternera, a veces se emplean los de oveja) de la capa de sebo externo. Se suelen cortar longitudinalmente. Tras la operación de salteado, se suelen saltear en la sartén con manteca de cerdo y unas rodajas de cebolla. Al ser calentados suelen exudar un jugo de color amarillo, en este instante se retiran y se dejan escurrir hasta que completan el proceso de exudación. Tras esta operación se suelen saltear una segunda vez, dejando que se cuezan finalmente en una salsa de tomate (a veces se les añade una salsa española). Se suelen servir con unos picatostes (cortados en forma de triángulos) rociados de jerez. En algunas ocasiones junto con arroz hervido.

## Variantes
La popularidad de los riñones en los cafés madrileños dejó algunas variantes nombradas en la literatura culinaria española. Todas la variantes se diferenciaban en la decoración final al emplatar, o en la guarnición que acompaña a los riñones. Uno de los objetivos era buscar la originalidad, sorprendiendo a los clientes. Algunos casos son:
- Riñones a la madrileña cocinados igual, pero al emplatar se emplean champiñones y guisantes en su decoración.
- Riñones a lo señorito que emplea la decoración de jamón frito.
- Riñones a la segadora que emplea en la decoración huevo duro cortado en finas rodajas.
- Riñones a lo pobre emplea en la guarnición patatas a lo pobre.